# 拉冬谷
拉冬谷（Ladon Valles）是一处位于火星珍珠湾区（MC-19）内，坐标南纬22.6度，西经28.7度的河谷流域，总长约278公里，其名称取自一条希腊古河名。
有认为说，乌斯钵谷、拉顿谷、珍珠湾和阿瑞斯谷虽然现在被大型陨石坑隔开，但曾经共同组成了一条向北流入克律塞平原的溢出河道系统。这条溢出河流的水源据说是来自阿耳古瑞陨石坑漫溢的湖水，该陨坑以前曾被从南极流出的苏里尤斯(Surius）、泽盖（Dzigai）和帕兰科帕（Palacopus) 等河流注满，形成一座湖泊。果真如此话，该水系的全长将超过8000米公里，成为太阳系中已知最长的水道。

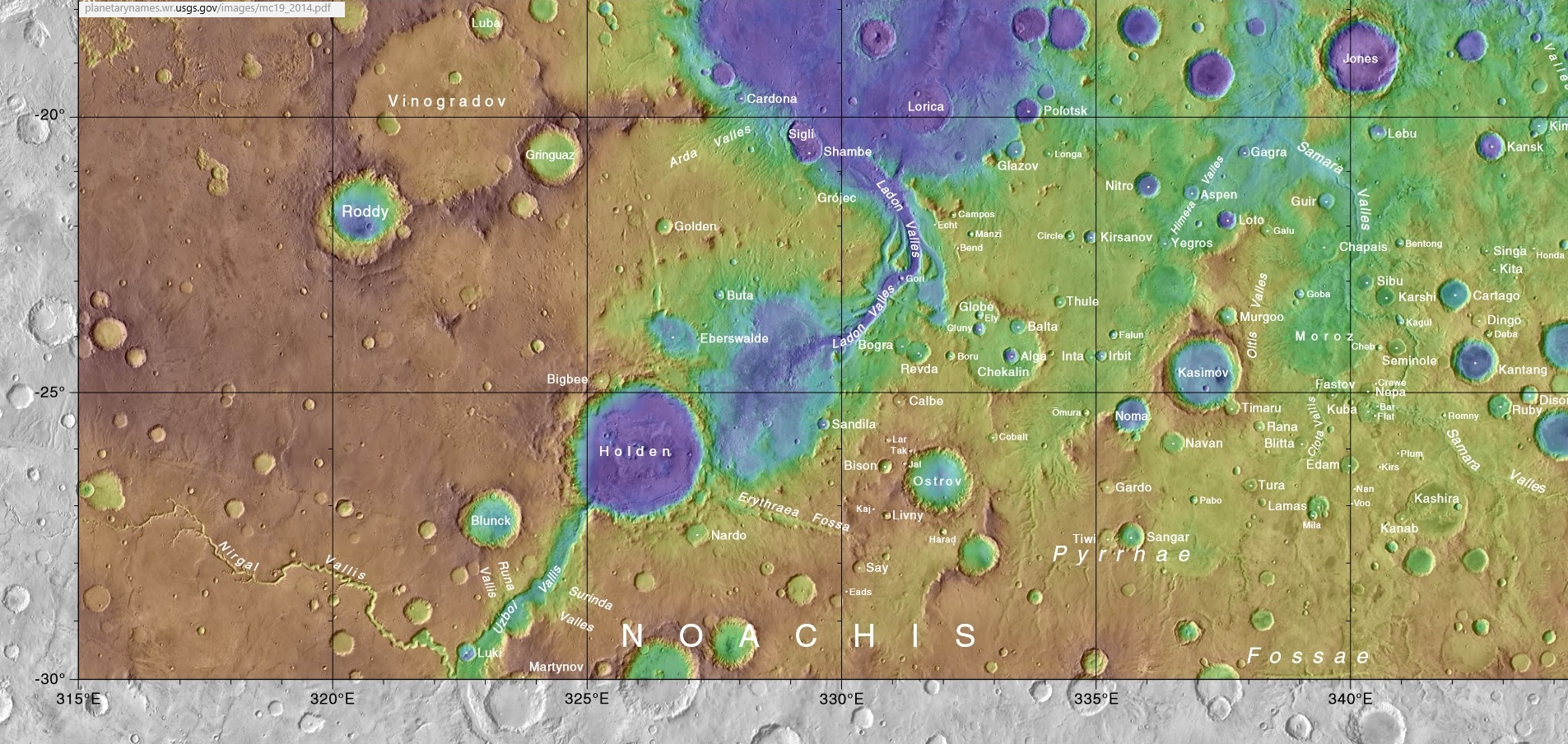
显示了拉冬谷和其他附近河谷位置的地图

## 另请参阅
- 火星地质
- 火星湖泊
- 火星水文
- 溃决洪水
- 溢出河道
- 乌斯钵-拉冬-摩拉瓦谷